# Red Band Society
Red Band Society ist eine US-amerikanische Fernsehserie, die am 17. September 2014 ihre Premiere beim Sender Fox feierte. Wie die deutsche Serie Club der roten Bänder basiert sie auf der katalanischen Serie Polseres vermelles und deren Buchvorlage Glücksgeheimnisse aus der gelben Welt von Albert Espinosa. Im Gegensatz zu ihrem deutschen Pendant erreichte sie jedoch keine guten Einschaltquoten, weshalb der ausstrahlende Sender entschloss, sie nach 13 Episoden nicht fortzusetzen.

## Inhalt
Im Gegensatz zur deutschen Adaption und dem katalanischen Original fokussiert sich Red Band Society mehr und zusätzlich auf Charaktere des Krankenhauspersonals.

## Figuren
(Quellen: )
- Octavia Spencer als Dena Jackson
- Dave Annable als Dr. Adam McAndrew
- Ciara Bravo als Emma Chota
- Griffin Gluck als Charles „Charlie“ Hutchison
- Zoe Levin als Kara Souders
- Rebecca Rittenhouse als Brittany Dobler
- Charlie Rowe als Leo Roth
- Nolan Sotillo als Jordi Palacios
- Astro als Dashiell „Dash“ Hosneyo

## Produktion
Ursprünglich wurde die Serie bereits 2011 als Pilot für den Sender ABC bestellt, wo dieser jedoch durchfiel. Später entschloss sich der Sender FOX, dem Projekt eine erneute Chance zu geben, wobei der vorherige, die Adaptionsrechte haltende Sender, mit seinem Produktionsstudio als Produzent an Bord blieb.